# Limbic Entertainment
Limbic Entertainment GmbH es un desarrollador de videojuegos alemán con sede en Langen. El estudio fue fundado en 2002.

## Antecedentes
La empresa fue fundada el 19 de septiembre de 2002 por Stephan Winter, Eike Radunz y Alexander Frey y cuenta con unos 50 empleados. Desarrollaron la décima entrega de la serie de videojuegos Might and Magic, Might & Magic X: Legacy, para Ubisoft. También para Ubisoft, desarrollaron Might & Magic Heroes VI en colaboración con Black Hole Entertainment y Virtuos. En agosto de 2014, Ubisoft anunció que produciría Might & Magic Heroes VII en cooperación con Limbic Entertainment.
Limbic Entertainment se centra en el diseño y la programación de juegos. Otros trabajos, como por ejemplo los gráficos, suelen subcontratarse (en el caso de Might and Magic X: Legacy colaboraron con Ubisoft Chengdu y Liquid Development). Los tres fundadores de la empresa son ex empleados de Sunflowers Interactive Entertainment Software, una empresa que publicó juegos como Anno 1602, Anno 1503 y Anno 1701. El 11 de abril de 2007, Ubisoft adquirió Sunflowers.
Durante el desarrollo de Might & Magic X: Legacy, los desarrolladores escribieron una publicación de blog en cooperación con el editor, donde presentaron el juego y discutieron sus características. Esta fase "OpenDev" duró desde agosto de 2013 (lanzamiento de la Beta del juego que contiene el Acto I) hasta el lanzamiento del juego en enero de 2014. Dos meses después del lanzamiento de Might and Magic X: Legacy, el 27 de marzo de 2014 (junto con el último parche), el desarrollador anunció en las páginas del juego fin del soporte para el juego.
En octubre de 2016, Ubisoft anunció el fin de su asociación con Limbic. En junio de 2017, Kalypso y Limbic anunciaron que cooperarían en el lanzamiento de Tropico 6 programado para 2018 en PC, Linux, MacOS, PS4 y Xbox One. Desde entonces, la fecha de lanzamiento se retrasó hasta principios de 2019. A partir de 2022, la empresa emplea a 80 personas.
Bandai Namco Holdings adquirió una participación minoritaria en Limbic en febrero de 2021 y se convirtió en accionista mayoritario en octubre de 2022.

## Juegos desarrollados
| Año  | Juego                    | Distribuidor               | Plataformas                                              |
| ---- | ------------------------ | -------------------------- | -------------------------------------------------------- |
| 2011 | Might & Magic Heroes VI  | Ubisoft                    | Microsoft Windows                                        |
| 2014 | Might & Magic X: Legacy  | Ubisoft                    | Microsoft Windows, OS X                                  |
| 2015 | Might & Magic Heroes VII | Ubisoft                    | Microsoft Windows                                        |
| 2018 | Memories of Mars         | 505 Games                  | Microsoft Windows                                        |
| 2019 | Tropico 6                | Kalypso Media              | Microsoft Windows, Linux, MacOS, PlayStation 4, Xbox One |
| 2023 | Park Beyond              | Bandai Namco Entertainment | Microsoft Windows, PlayStation 5, Xbox Series X/S        |